# 張湛 (東漢)
张湛（?—?），字子孝，扶风郡平陵人，东汉政治人物。

## 生平
张湛有礼有则，与妻子相处，也恪守礼序，三辅人士作为表率。汉成帝、汉哀帝时张湛为两千石。王莽时张湛为太守、都尉。建武初年张湛为左冯翊，在任有政绩，敦睦风俗，后来回居平陵。建武五年（29年），张湛为光祿勳。入朝骑白马，光武帝称之为白马生。七年（31年），张湛为光禄大夫、太子太傅。十七年（41年）张湛为太中大夫，称病不朝，居于中东门候舍，人称中东门君。大司徒戴涉被杀，光武帝让他接任。他在朝堂大小便失禁，说自己不能胜任。于是罢相归家，数年后去世。

## 延伸阅读
[在维基数据编辑]
 《後漢書·卷27》，出自范晔《後漢書》
 《東觀漢記》